# قلعه دزگیله
بقایای قلعه دزگیله در شهرستان سروآباد، بخش اورامان تخت، روستای سر پیر واقع شده و این اثر در تاریخ ۱۹ مرداد ۱۳۸۴ با شمارهٔ ثبت ۱۲۸۰۸ به‌عنوان یکی از آثار ملی ایران به ثبت رسیده‌است.